# Gitorious
Gitorious fue un sitio web de alojamiento de proyectos de software libre y código abierto colaborativos sustentado por Gitorious AS que usaba el sistema de control de versiones distribuido Git. El nombre también se refiere a la aplicación del servidor que implementaba el sitio web. De acuerdo a la encuesta de usuarios de Git en 2011, Gitorious es el segundo servicio de alojamiento para Git más popular, con un 11,7 % de los encuestados indicando que lo usa, detrás del 87,5 % que usa GitHub. El 3 de marzo de 2015, Gitorious fue adquirido por GitLab B.V., que anunció que el servicio de gitorious.org terminaría el 1 de junio de 2015 y animó a los usuarios de Gitorious a usar las herramientas de importación para migrar sus proyectos a Gitlab.

## Características
Además del alojamiento de código fuente, Gitorious proporcionaba a los proyectos: wikis, una interfaz web para solicitudes de fusionado o revisión de código y líneas temporales para proyectos o desarrolladores. Gitorious AS distribuía el software de Gitorious bajo la licencia AGPL v3.

## Limitaciones
De acuerdo a los términos del servicio, si el uso de ancho de banda para una cuenta, proyecto o repositorio sobrepasa los 500 MB/mes, o sobrepasa de forma significativa el uso medio de ancho de banda de otros usuario o clientes, Gitorious.org se reservaba el derecho para desactivar o restringir la cuenta, proyecto o repositorio hasta que el propietario de dicha cuenta pueda reducir el consumo de ancho de banda.